# Arastu Yar Jung

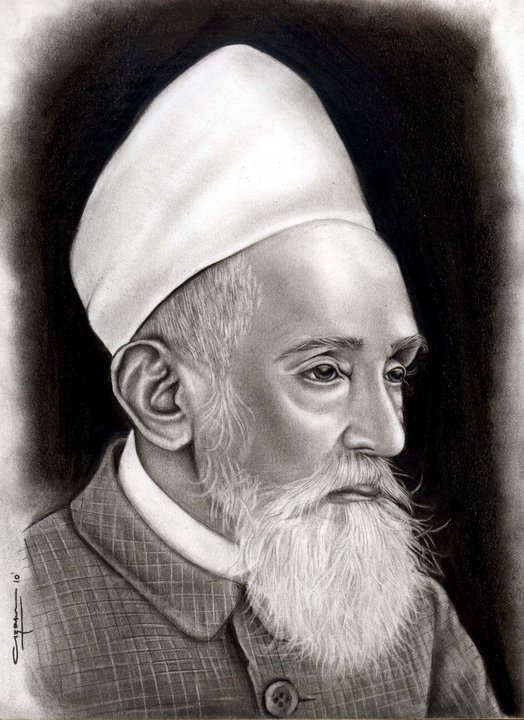
Arastu Yar Jung

Nawab Arastu Yar Jung (Urdu ناوب أراستو يار جونغ‎; * 10. Juni 1858; † 25. März 1940) war ein Arzt aus Hyderabad in Indien.
Bekannt wurde er in der letzten Epoche der Nizams des indischen Staates Hyderabad im frühen 20. Jahrhundert als Leibarzt und Berater des Nizams Asaf Jah VI. Später machte er sich als Philanthrop einen Namen und wirkte in der heutigen Altstadt von Hyderabad. Sein vollständiger Titel lautete: „Moin-ul-hukma Dr. Sheikh Abdul Husain Jaliluddin Nawab Arastu Yar Jung Bahadur“.

## Leben und Wirken
Arastu Yar Jung wurde als Abdul Husain im damals unabhängigen Staat Hyderabad geboren. Er wuchs in bescheidenen Verhältnissen auf, absolvierte eine medizinische Ausbildung und wurde in der heutigen Altstadt von Hyderabad tätig. Später arbeitete er im Osmania General Hospital, wo er zum Oberarzt avancierte. Arastu Yar Jung wurde vom regierenden Nizam Mahbub Ali Khan, Asaf Jah VI., zu dessen Leibarzt ernannt. Aufgrund dieser Dienste erhielt Abdul Husain schließlich vom Nizam den Ehrentitel Arastu Yar Jung.
Neben seiner Tätigkeit als Vertrauensarzt und Berater des Nizams wurde Arastu Yar Jung in seinem Land für die zahlreichen Hausbesuche bekannt, die er in der Umgebung, oft zu Nachtzeiten, durchführte. Häufig behandelte er seine Patienten dabei kostenlos. In der Altstadt von Hyderabad galt er als angesehener Arzt.
An der Wende zum 20. Jahrhundert war in Teilen Südindiens und des Staates Hyderabad die Beulenpest verbreitet. Arastu Yar Jung behandelte viele der Erkrankten und lud häufig deren gesamte Familien ein, um in einem getrennten Bereich seines eigenen Hauses zu wohnen; er versorgte die Familien mit Unterkunft und ausreichend Nahrung.
Als aktives Mitglied der muslimischen Bohra-Community unterstützte Arastu Yar Jung die lokale Gemeinde mit Hilfe der Dawoodi-Bohra-Organisation. Weitere zeitgenössische Mitglieder dieser Community waren unter anderem Arastu Yar Jungs Schwager Scheich Mohsini, Mullah Abdul Tyeb und sein Stiefsohn Mullah Mohammed Bhai, der als Richter am damaligen Höchstgericht von Hyderabad tätig war.
Gemeinsam mit Scheich Mohsini war Arastu Yar Jung für die Finanzierung und Errichtung der Husainialam-Moschee verantwortlich, die 1913 vollendet wurde. Beide erhielten später Ehrengräber in der Nähe der Moschee. Die Moschee wurde in Burhani Masjid umbenannt und ihre ursprüngliche Struktur nur leicht verändert; 2003 wurde sie zum historischen Denkmal erklärt.
Arastu Yar Jung förderte das Bildungssystem und finanzierte gemeinsam mit anderen Personen die Ausbildung von Mitgliedern der Gemeinschaft. Aufgrund dieser Förderung könnten viele danach einen höheren Bildungsweg einschlagen. Auch alle seiner eigenen Söhne erhielten eine höhere Ausbildung und studierten teilweise in Großbritannien und in den USA, wie es in der Oberschicht jener Zeit üblich war. Arastu Yar Jungs Töchter heirateten in Familien, in denen Bildung ebenfalls großgeschrieben wurde. Einer seiner Enkel ist der bildnerische Künstler Azam Arastu. Viele von Arastu Yar Jungs Nachkommen leben heute in anderen Ländern, hauptsächlich in den Vereinigten Staaten von Amerika; üblicherweise tragen sie den Nachnamen „Arastu“. Zu Ehren Arastu Yar Jungs werden medizinische Vorträge und Konferenzen veranstaltet.